# Leptophatnus nigrocyaneus
Leptophatnus nigrocyaneus är en stekelart som först beskrevs av Tosquinet 1896.  Leptophatnus nigrocyaneus ingår i släktet Leptophatnus och familjen brokparasitsteklar. Inga underarter finns listade i Catalogue of Life.